# David Stone (goochelaar)

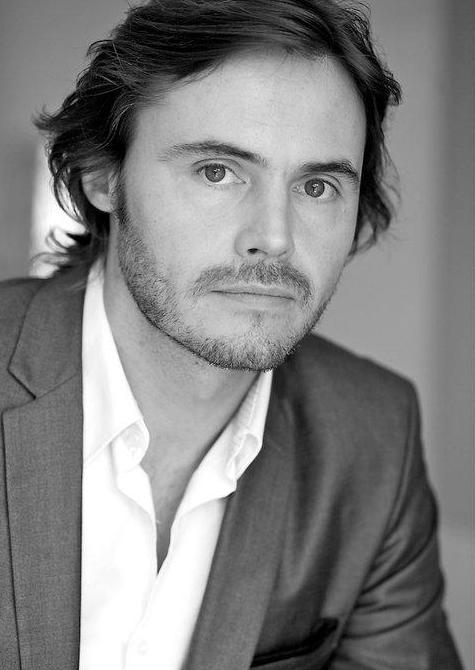
David Stone

David Stone (Eaubonne, 14 augustus 1972) is een Franse komiek, schrijver, acteur, producer en meervoudig prijswinnende goochelaar  die gespecialiseerd is in close-up magic en goochelen met munten.

## Biografie
David werd geboren in Eaubonne, (Frankrijk). Zijn ouders waren gepassioneerd door literatuur en cinema en hijzelf begon al muziek te leren en gitaar te spelen vanaf zijn zes jaar.
Op 19-jarige leeftijd kwam hij bij toeval via een schoolkameraad in contact met het goochelen en de kunst van het kaarten manipuleren.  Amper 4 jaar later – hij was toen 23 – won hij de Diavol Grand prix (tijdens de Franse goochelkampioenschappen).  Toen hij 24 was won hij de Gold Dove Award (close-up categorie) tijdens de Europese goochelkampioenschappen die dat jaar in Frankrijk werden gehouden. Datzelfde jaar won David bovendien ook de Close-up Grand Prix of South America in Las Tunas, Cuba.
In 1995 ontmoette David de Franse goochelaar Stéphane Jardonnet die zijn carrière werkelijk in een stroomversnelling bracht door een video te produceren met hem in de hoofdrol (Basic Coin magic vol.1). Deze video werd de allereerste Franse goochelproductie die verkocht werd op de Amerikaanse markt en met meer dan 28.000 verkochte exemplaren in 40 landen was deze video dan ook een ware bestseller.
Na het behalen van een diploma filosofie aan de Universiteit van Amiens besloot David een fulltime professioneel goochelaar te worden. Hij vertrok naar Saint-Tropez en begon er te werken in enkele van de meest prestigieuze restaurants aan de Franse Riviera, waaronder 7 jaar in La Voile Rouge, een fantastisch strandrestaurant waar hij zijn talent helemaal kon ontplooien en perfectioneren.
Mede dankzij zijn video’s en zijn aparte zin voor humor verkreeg David Stone heel wat erkenning in de wereld van de professionele goochelaars. Sinds 1999 bracht hij zijn lezing over de kunst van het ‘table-hoppen’ (professioneel goochelen in restaurants) op goochelcongressen en magische evenementen in meer dan 19 landen en werd hij een van de meest bekende Franse artiesten buiten zijn eigen landsgrenzen.
Zijn ontmoeting in 2001 met goochelaar en dvd-producent Jean-Luc Bertrand resulteerde in een zeer succesvol partnership dat intussen al heel wat knappe kortfilms en goochel dvd’s heeft opgeleverd. Hun allereerste coproductie – ook een kortfilm -  won overigens de eerste prijs op het allereerste Magic Film Festival in Las Vegas (2006).
In 2003, op het  FFFF congres - Fechter's Finger-Flicking Frolic, de meest prestigieuze bijeenkomst van close-up goochelaars ter wereld- werd David uitgeroepen tot Most Valuable Performer.
Zijn meest recente boek (2005) ‘Close-up: The real secrets of magic" is een bestseller in Frankrijk en was in minder dan 15 dagen na de release uitverkocht. De dvd “The Real Secrets Of Magic” (2006) die op dit boek gebaseerd is werd genomineerd tot ‘Best Magic dvd 2006’ door  Genii Magazine (USA), Magie Magazine (D) en in 13 maanden werden er meer dan 14.000 exemplaren van verkocht.
In augustus 2006 won David de derde prijs op de World Championships of magic (FISM) in Stockholm, Zweden. In april 2008 sleepte hij de TMW Award voor Best Magician 2008 in de wacht.
In 2010, riep het FFFF-congres David Stone uit als eregast voor het FFFF 2012. David werd hiermee de tweede Franse goochelaar die deze eer te beurt viel in de afgelopen 40 jaar!

## Filmografie
- Basic coin magic (1995) - Stéphane Jardonnet Productions
- Génération Imagik Vol. 2 (1996) - Joker Deluxe Productions
- Coin Magic Vol. 2 (1997) - Stéphane Jardonnet Productions/David Stone
- David Stone’s fabulous close-up lecture (1999) - International magic
- Quit smoking (2001) - Magic Boutique
- Live in Boston (2002)- MagicZoom Entertainment
- Best of the best Vol. 11 (2003) - International Magicians Society
- Best of the best Vol. 12 (2003) - International Magicians Society
- Best of the best Vol. 13 (2003) - International Magicians Society
- Live at FFFF (2004)- MagicZoom Entertainment
- The real secrets of magic Vol. 1 (2006) - MagicZoom Entertainment/Close-up Magic
- The real secrets of magic Vol. 2 (2007) - MagicZoom Entertainment/Close-up Magic
- Cell (2008) - MagicZoom Entertainment/Bonne Nouvelle Production
- Window (2009) - MagicZoom Entertainment/Close-up Magic
- The Real Secrets of David Stone (2010) - MagicZoom Entertainment/Close-up Magic
- Tool (2011) - MagicZoom Entertainment
- Reel Magic (2012) - Issue nº 30 - Kozmo Magic

## Producties
- Co-producer of Yannick Chretien (2009) - MagicZoom Entertainment/Close-up Magic
- Co-producer of Nestor Hato (2008) - MagicZoom Entertainment/Close-up Magic